# Орленко Леонід Михайлович
Леонід Михайлович Орле́нко (нар. 2 травня 1925, Тарасівка — пом. 1994) — український художник-монументаліст; член Спілки художників України з 1964 року. Заслужений художник УРСР з 1975 року.

## Біографія
Народився 2 травня 1925 року в селі Тарасівці (тепер Пологівський район Запорізької області, Україна). Від 1932 року жив в Запоріжжі, де відвідував гурток образотворчого мистецтва при міському Палаці піонерів (викладач — І. Ф. Федянин). В 1940 році почав навчатися в Київській художній школі. Брав участь у німецько-радянській війні. Нагороджений медаллю «За перемогу над Німеччиною».
Протягом 1948—1950 років відвідував студію образотворчого мистецтва при київському Будинку офіцерів (викладачі — Леонтій Коштилянчук та Віктор Пузирков). Протягом 1950—1958 років навчався у Ленінградському вищому художньо-промисловому училищі імені В. І. Мухіної (вчителі з фаху — Георгій Рубльов, Анатолій Казанцев, Олексій Соколов, Сергій Петров). В 1950 році взяв участь у створенні мозаїчного панно «Постріл «Аврори»» для станції «Балтійська» ленінградського метрополітену.
З 1958 року працював в Запоріжжі. Член КПРС з 1964 року. Жив в Запоріжжі будинку на вулиці Гоголя № 173, квартира 10. Помер у 1994 році.

## Творчість
Працював в галузі декоративно-монументального мистецтва у різних монументальних техніках: вітражу, мозаїки, фрески, рельєфу. Серед робіт:
- розпис у вестибюлі Палацу піонерів (1959; Запоріжжя);
- мозаїчне панно «Радіоелектроніка на службі людини» в радіотехнікумі (1965, у співавторстві з Григорієм Соколенком; Запоріжжя);
- мозаїчне панно «Наші квіти» (1965);
- «Червона Армія найміцніша» (1965);
- панно «Пролетарі всіх країн, єднайтеся!» (1967; Запорізький краєзнавчий музей);
- триптих «Союз робітників і селян» (1970);
- панно «Металурги Запоріжжя» (1972, карбована мідь);
- «Клятва народу» (1975, карбована мідь);
- рельєф «Сім'я сталевара» (1979, карбована мідь).

Брав участь у республіканських виставках з 1964 року, всесоюзних з 1957 року.
Деякі роботи зберігаються в Запорізькому обласному художньому музеї.